# Rue Saint-Florentin
La rue Saint-Florentin est une voie des 1er et 8e arrondissements de Paris.

## Situation et accès
Elle débute entre le 2, place de la Concorde et le 258, rue de Rivoli. Elle se termine au 271, rue Saint-Honoré où elle est prolongée par la rue du Chevalier-de-Saint-George (actuel nom de l’ancienne « rue Richepance »). Le côté des numéros pairs se trouve dans le 1er arrondissement tandis que le côté des numéros impairs appartient au 8e arrondissement.
Elle est bordée notamment par l’hôtel Saint-Florentin (dit aussi « hôtel de Talleyrand-Périgord ») qui abritait jusqu'en 2007 le consulat des États-Unis (d'abord remplacé par d'autres services de l'ambassade des États-Unis en France, puis loué à diverses sociétés dont le cabinet d'avocats américain Jones Day), ainsi que par l'hôtel de la Marine qui accueillit le ministère de la Marine à partir de 1789 et est actuellement le siège de l'état-major de la Marine nationale.

## Origine du nom
Cette voie a pris ce nom car le duc de la Vrillière, comte de Saint-Florentin, ministre et secrétaire d'État, y avait fait construire son hôtel particulier.

## Historique
La rue Saint-Florentin était à l'origine une impasse nommée « cul-de-sac de l'Orangerie ». En 1730, une partie des terrains qui la bordaient (correspondant aux numéros impairs) appartenaient à Louis XV et l'autre partie (correspondant aux numéros pairs) au financier Samuel Bernard.
En 1758, au moment de la création de la place de la Concorde, l'impasse devint la « rue de l'Orangerie ». Elle s'est également appelée « petite rue des Tuileries ».

## Bâtiments remarquables et lieux de mémoire
- No 2 : hôtel Saint-Florentin ou hôtel de Talleyrand. Immeuble habité par Jacques-Charles de Fitz-James, Maria Anna zu Salm-Salm (1740-1816), veuve du 12e duc del Infantado. L’ambassade de Venise loua les lieux de 1790 à 1794[1].  José Martínez de Hervás, Charles-Maurice de Talleyrand-Périgord (1812)[2], Dorothée de Courlande, Marie-Antoine Carême[3], James de Rothschild et ambassade des États-Unis en France[pas clair].
- No 4 : immeuble habité par l'homme de lettres et directeur de théâtre Pierre-Barthélemy Gheusi (1865-1943).
- No 5 : à côté de l'hôtel du Garde-Meuble ; Charlotte et Augustin Robespierre[4], dans un appartement pour une brève période en 1792-septembre 1793 ; leur frère, Maximilien de Robespierre jusqu'au moment où il tomba malade en février 1794[pas clair][5],[6],[7].
- Nos 6-8 : immeubles construits pour leur usage personnel par Jacques-Guillaume Legrand et Jacques Molinos en 1789. Sur la façade, des chapiteaux portent les chiffres associés, « LM », des deux architectes et des moulages de la fontaine des Innocents au numéro 6, dont Legrand et Molinos avaient supervisé le démontage. Ils avaient fondé dans l'immeuble le musée de l'Ordre dorique, qui présentait notamment, dans une des deux cours, une reproduction à l'échelle de deux colonnes du Parthénon.
- No 7 : hôtel Le Maître, construit par Louis Le Tellier en 1768. Adélaïde de Souza (1761-1836), femme de lettres, mère du général de Flahaut, habita dans cet hôtel à partir de 1829[8]. L'hôtel fut également habité par Ferdinand de Lesseps (1805-1894). En 1914, le couturier Jean Patou y ouvrit sa maison de haute couture (voir maison Jean Patou) et, en 1921, il fait faire des aménagements par l'architecte décorateur Louis Süe[9]. Abrite aujourd'hui les bureaux du Défenseur des droits.
- No 9 : hôtel de Ségur, construit par Louis Le Tellier en 1768. Le général de Ségur (1780-1873) habitait dans cet hôtel au début du Premier Empire. L'hôtel fut habité, sous la monarchie de Juillet, par le général Baudrand (1774-1848), pair de France. Le prince Joseph Poniatowski (1816-1873) y demeurait sous le Second Empire. Misia Sert et Thadée Natanson s'installèrent à cette adresse après leur mariage en 1893 et jusqu'à leur divorce en 1905. Il appartenait en 1910 au marquis de Las Cases[10].
- No 11 : hôtel de Chiverny, construit en 1702. Reconstruit en 1767 pour Jean-Baptiste Bersin. Il appartient à sa fille Claude Angélique Bersin, mariée en 1747 au marquis Anne Emmanuel de Crussol d'Ambroise. Le marquis de La Valette (1806-1881), ministre des Affaires étrangères sous le Second Empire, y habita et y mourut.
- No 13 : habité en 1910 par Gaston Jollivet (1842-1927), homme de lettres, et Victor de Cottens (1862-1956), auteur dramatique[10].

## Habitants célèbres
- Jérôme Pétion de Villeneuve, maire de Paris[11] jusqu'au 2 juin 1793[12].
- Lazare Carnot[13].

## Galerie

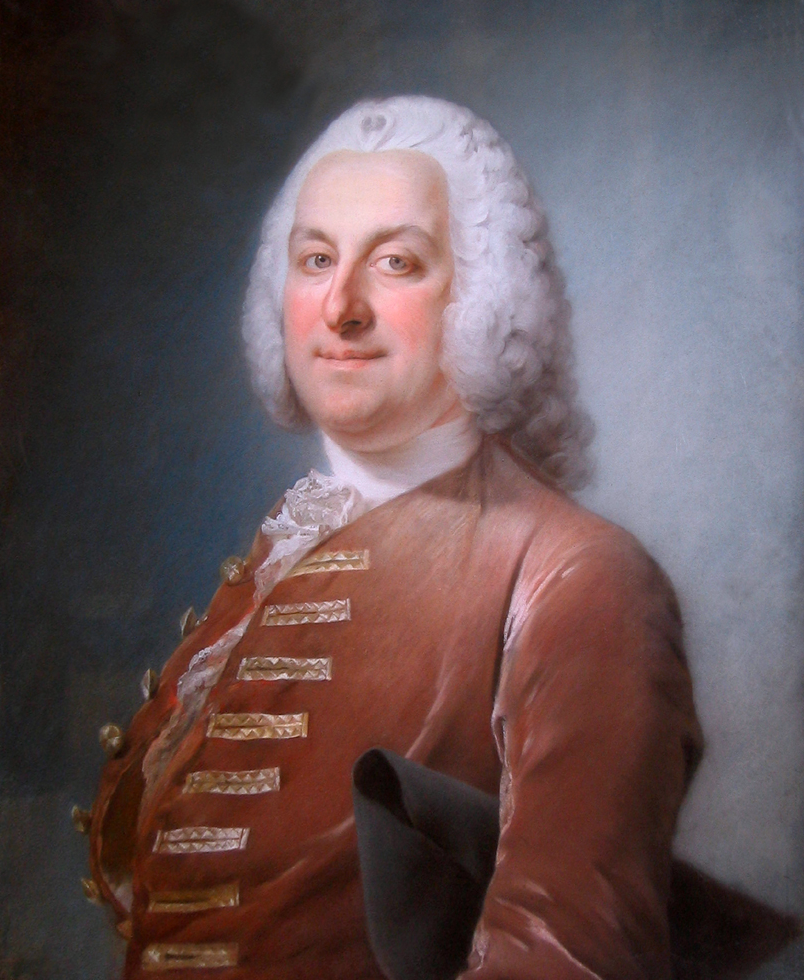
Louis Phélypeaux, comte de Saint-Florentin.
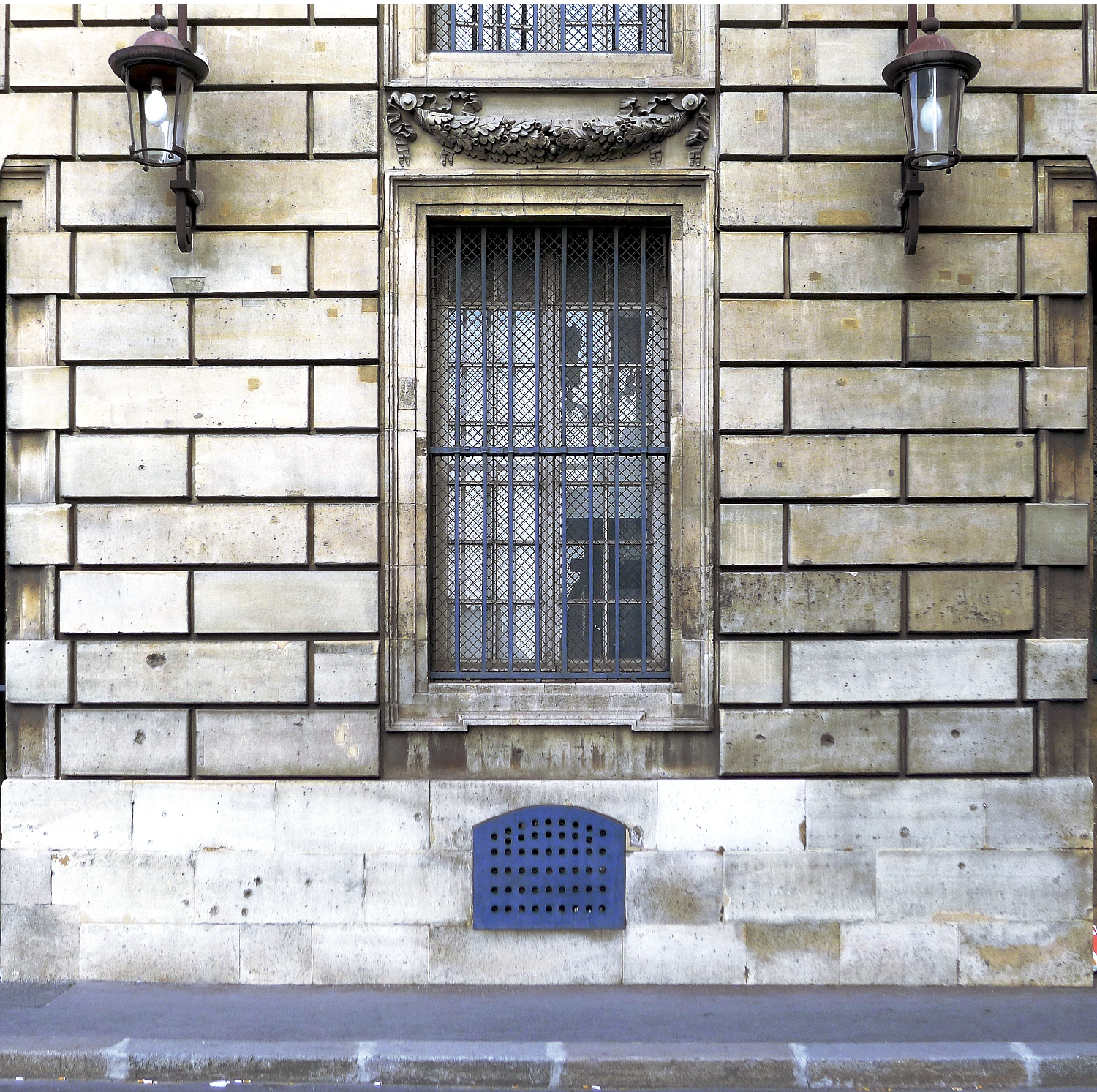
Impacts de balles, sur le mur de l'hôtel de la Marine, datant de la libération de Paris.
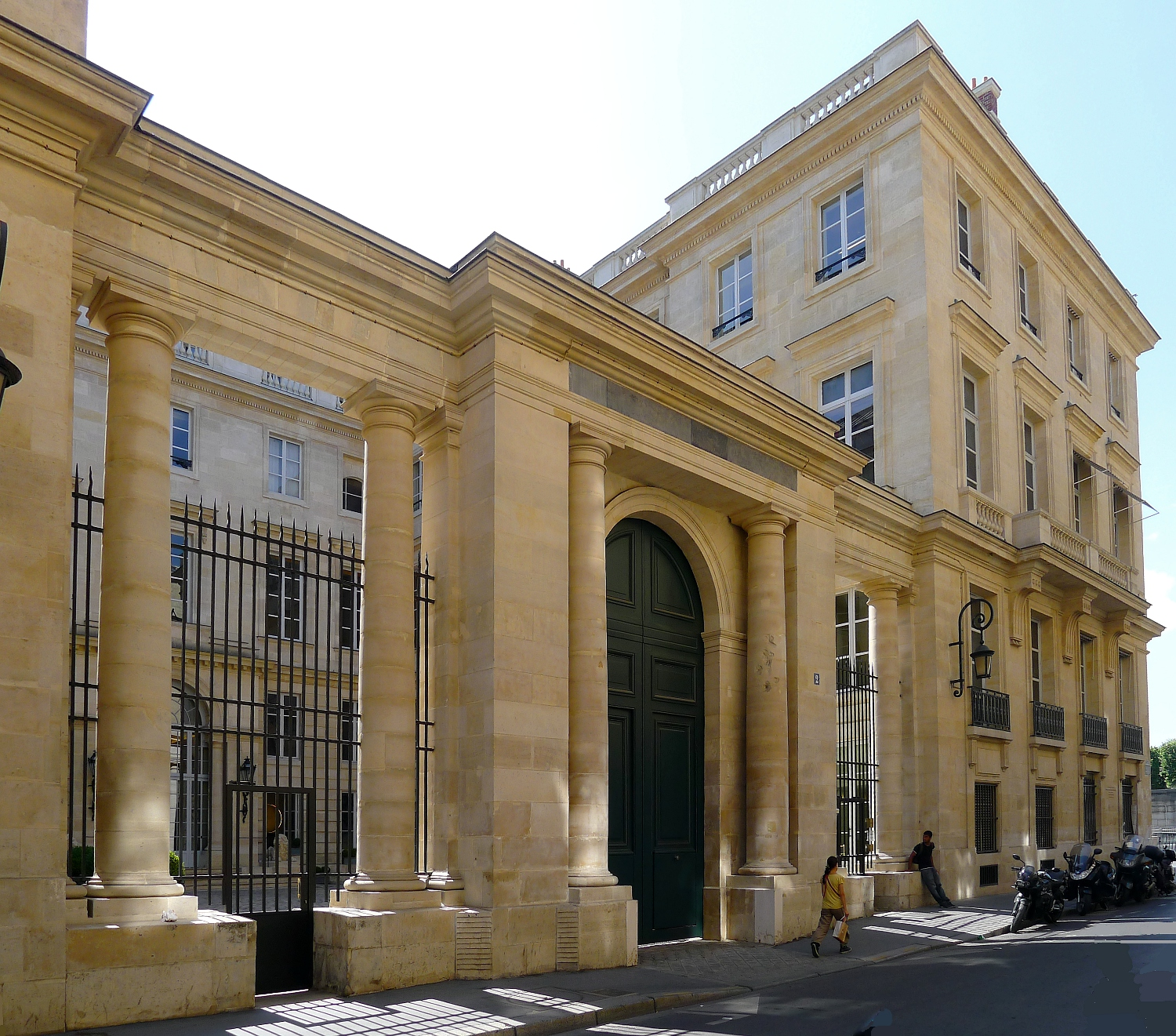
No 2, hôtel Saint-Florentin.
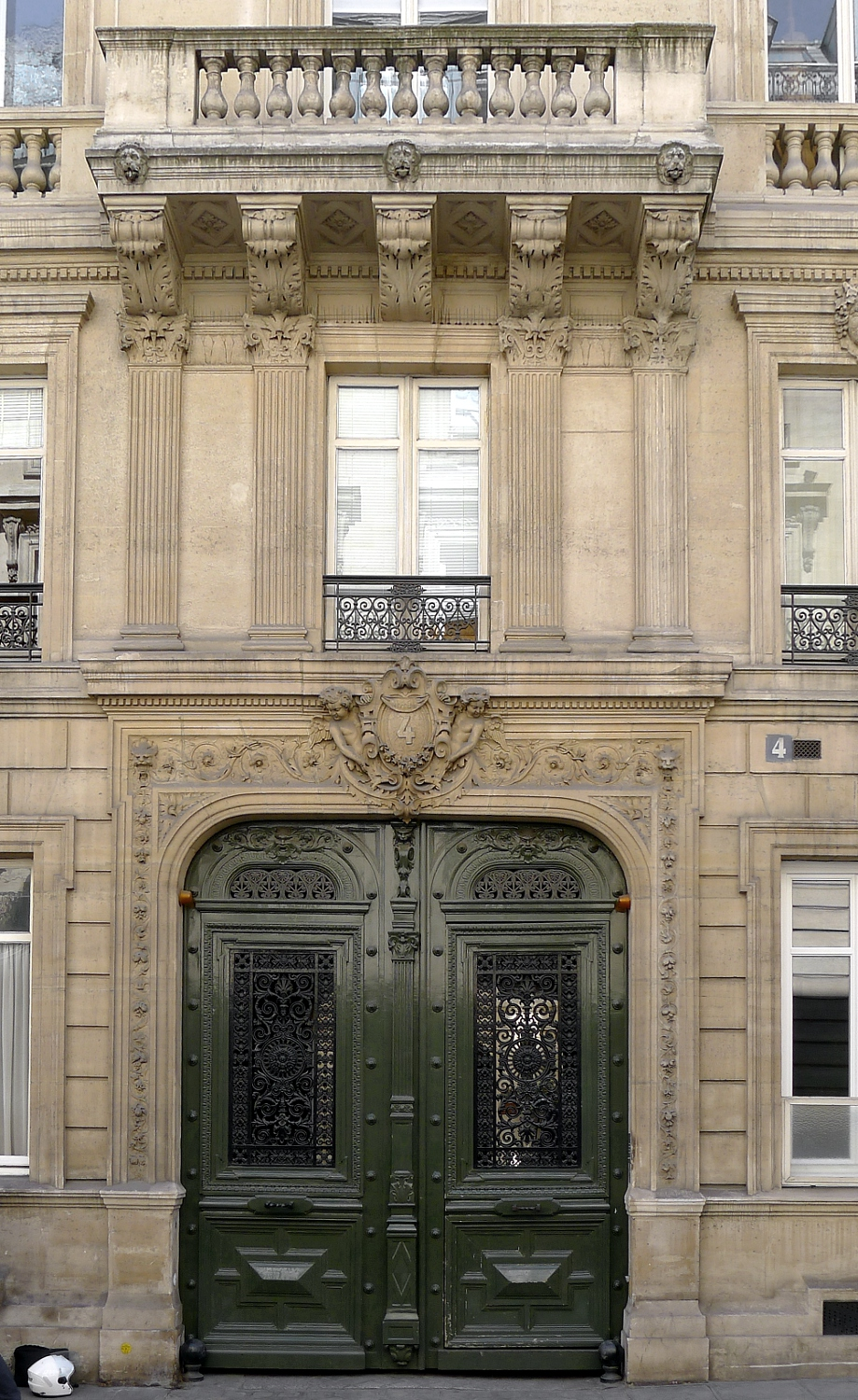
Porte de l'immeuble au no 4.
Plan de Turgot.
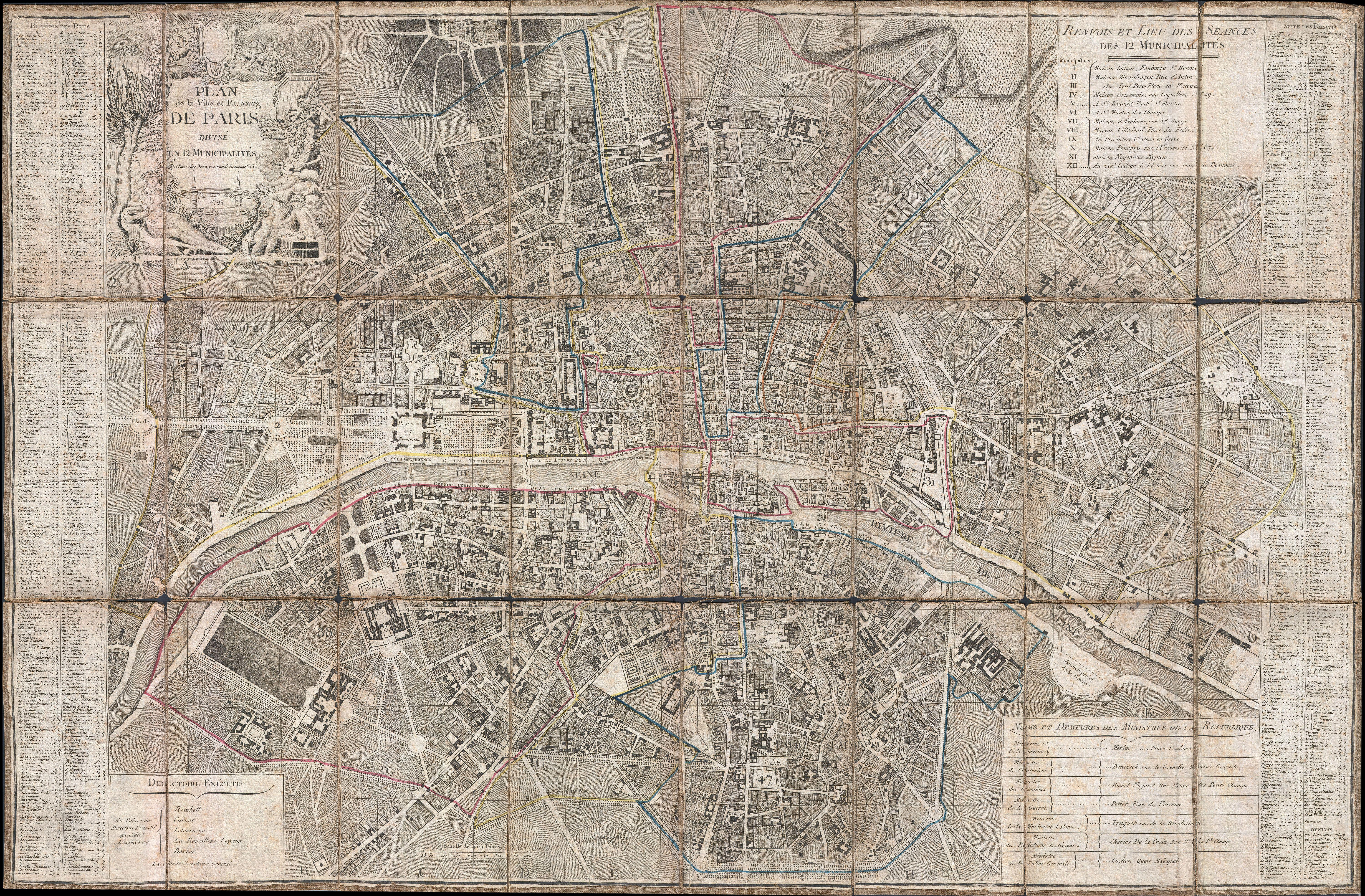
Plan de 1797.
Atlas de Jacoubet.

## Pour approfondir